# Zilda Arns
Zilda Arns Neumann (ur. 25 sierpnia 1934 w Forquilhinha, zm. 12 stycznia 2010 w Port-au-Prince) – brazylijska lekarz pediatra, aktywistka humanitarna, nominowana do Pokojowej Nagrody Nobla w 2006. Siostra kardynała Paulo Evaristo Arns. Służebnica Boża Kościoła Katolickiego
Jedna z ofiar trzęsienia ziemi na Haiti.